# Spermicydy

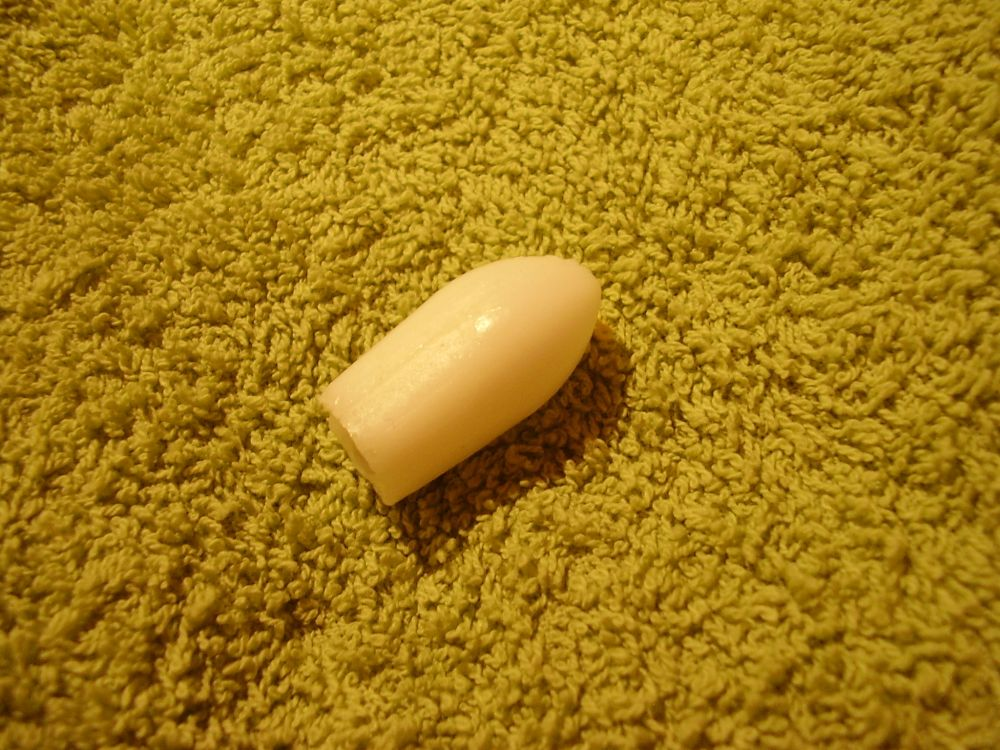
Globulka antykoncepcyjna

Spermicydy, środki plemnikobójcze – substancje zabijające plemniki, w postaci globulek i kremów antykoncepcyjnych. Ich zaletą jest niska cena i dostępność bez recepty. Ich wady to mała skuteczność, niewygoda stosowania i ryzyko alergii. 
Spermicyd nonoksynol-9 może zwiększać ryzyko zakażenia HIV i chorobami przenoszonymi drogą płciową, ponieważ u wielu kobiet wywołuje podrażnienia tkanki pochwy. Ryzyko jest największe w przypadku wielokrotnych stosunków płciowych w ciągu dnia lub stosunków analnych.
Globulki ze środkiem plemnikobójczym wprowadza się do pochwy około 15 minut przed stosunkiem. Pod wpływem ciepła globulka zamienia się w pianę, stanowiącą mechaniczną i chemiczną barierę dla plemników. Przy każdym kolejnym stosunku lub po godzinie od założenia należy założyć kolejną globulkę. Największą skuteczność można osiągnąć, stosując globulkę razem z prezerwatywą.

## Skuteczność
Skuteczność dla spermicydów wynosi 82% przy prawidłowym użyciu, a 71% przy użyciu typowym.

## Niektóre spermicydy
- nonoksynol-9
- oktoksynol-9
- menfegol